# Condado de Danyang
Danyang (en coreano:단양군, Romanización revisada:dan-yang-gun,léase:Daniáng) es un condado de la provincia de Chungcheong del Norte al centro-norte de la república de Corea del Sur. Está ubicada al suroeste de Seúl a unos 70 km. Su área es de 780.1 km² y su población total es de unos 37.000 (2002).

## Administración
El condado de Danyang se divide en 6 municipios (myeon) y 2 villas (eup).

## Símbolos
- Flor: la azaleas.
- Árbol: El tejo.
- Animal: El Pica pica.

## Geografía
El área del condado Danyang es montaña (83.7%) y solo el (11.2%) es de cultivos. Su terreno es muy escarpado, con excepción en algunas poblaciones. El principal sistema de agua potable es el rio Namhan que es tributario del Río Han. El rio Pyeongchang nace aguas arriba en la montaña Odaesan de 1.500 m aporta suministro.

## Clima
El condado de Danyang se ubica en un área montañosa y su clima sufre de drásticas variaciones. La temperatura media anual es de 11C, siendo 17.8C la más alta y 5.5C la más baja. La lluvia en promedio es de 1,195.8mm.

## Ciudades hermanas
- Distrito Songpa, Seúl.
- Distrito Eunpyeong-gu, Seúl.
- Distrito Gyeyang, Incheon.
- Boryeong.
- Icheon.
- Guri.
- Antu, Prefectura autónoma coreana de Yanbian.
- Danyang, Zhenjiang.